# Paradolmen d’en Garcia

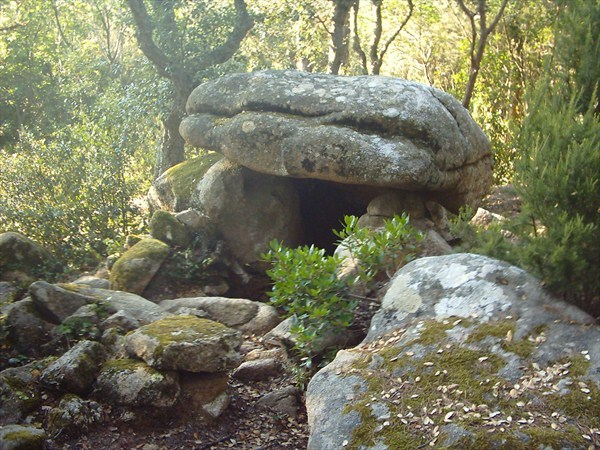
Paradolmen d'en Garcia

Der Paradolmen d’en Garcia ist ein steinzeitliches Grab in Katalonien. Der in Katalonien verbreitete, als Paradolmen bezeichnete Dolmen ist eine Megalithanlage, die zu wesentlichen Teilen aus Findlingen oder Felsformationen besteht, die einen natürlichen Hohlraum (z. B. ein Abri) bilden, der durch artifizielle Ergänzungen umgestaltet bzw. als Kammer genutzt wurde.
Der Paradolmen befindet sich inmitten des Küstengebirges Massís de l’Ardenya weitab jeder Ortschaft. Nächstgelegene Stadt ist Tossa de Mar, der die Fundstelle zugeordnet ist. Er ist über einen Wanderweg von der Einsiedelei Ermita de Sant Grau zu erreichen. Der Dolmen wurde von Agustí García im Jahr 1974 entdeckt und bis 1979 ausgegraben. Die Bauform ist typisch für die Zeit zwischen 2500 und 2200 v. Chr.
Die Kammer wird aus einem Findling im Westen und den natürlichen Felsen im Osten gebildet. Das Dach wird durch Findlinge und Trockenmauerwerk getragen. Da ein Großteil der Konstruktion natürlichen Ursprungs ist, spricht man von Paradolmen.
Der Zugang erfolgt durch einen kurzen Gang an der Südseite der Kammer, er ist nur teilweise erhalten. Die Kammer ist etwa 2,2 Meter lang, 1,0 Meter breit und hat eine maximale Höhe von 90 Zentimetern.